# Henricus Leo
Henricus Leo (* 1575 in Zaltbommel; † 16. April 1648 in Nijmegen) war ein niederländischer evangelisch-reformierter Geistlicher während des Achtzigjährigen Krieges. Er gehörte zu den prominenten Remonstranten, die auf der Dordrechter Synode 1618/19 vorgeladen wurden.

## Biografie
Als Sohn des reformierten Pfarrers von Zaltbommel studierte Henricus Leo zunächst Sprachen, ab 1594 Theologie an der Universität Leiden. 1595 wechselte er nach Franeker, 1598 an die Genfer Akademie. Zurückgekehrt nach Zaltbommel, amtierte er dort ab 1599 gemeinsam mit seinem Vater, der 1607 verstarb. Henricus Leo übernahm weitere kirchliche Aufgaben als Inspector Classis und wurde als Delegierter oder Scriba vielfältig eingesetzt. Dabei hatte er zunehmend Sympathien für die Positionen der Remonstranten, die er im April 1618 auf der Versammlung seiner Classis in Bommel (zur Vorbereitung der Provinzialsynode von Gelderland und der im November 1618 beginnenden Nationalsynode in Dordrecht) öffentlich machte. Er könne die Verurteilung der fünf Artikel der Remonstrantie, falls sie in Dordrecht beschlossen würde, nicht auf sein Gewissen nehmen. Das hatte seine Vorladung nach Dordrecht zur Folge, wo er sich mit den gleichfalls vorgeladenen, bereits organisierten Remonstranten solidarisch erklärte. Er verfasste eine emotionale lateinische Verteidigungsschrift, in der er zu Versöhnung und Toleranz aufrief; sie wurde am 4. Januar 1619 verlesen. Leo erklärte offen, dass die Synode parteiisch für die Position der Contraremonstranten war. Er war der einzige unter den vorgeladenen Theologen, der nach der Verurteilung der Remonstranten die akte van stilstand unterschrieb und deshalb nicht ausgewiesen wurde, sondern nach Zaltbommel zurückkehren durfte. Da er die Kircheneinheit als ein höheres Gut bewertete, kam er zu einem guten Einvernehmen mit den reformierten Pfarrern vor Ort. Bald wurden Stimmen laut, die ihn als Pfarrer zurückwünschten. Nach Vorarbeiten der Leidener Professorenschaft stellte die Provinzialsynode von Gelderland im Dezember 1629 fest, dass die von Leo vertretenen Positionen mit den Lehrregeln von Dordrecht in Übereinstimmung gebracht werden könnten. Leo ließ sich überzeugen, die Canones zu unterschreiben und wurde sogleich wieder in die Classis Bommel aufgenommen (und in Zaltbommel zum Abendmahl zugelassen). Am 17. November 1630 leitete Leo erstmals wieder einen Gottesdienst und sprach ein persönliches Schuldbekenntnis. Mit seiner konzilianten Haltung hatte er Sympathien bei den Remonstranten verloren; Johannes Uytenbogaert verfasste eine Schrift, in der er Leos Verhalten kritisierte. Auf orthodox-calvinistischer Seite dagegen hoffte man, dass weitere Remonstranten dem Vorbild Leos folgen würden. Seiner weiteren Karriere in der evangelisch-reformierten Kirche stand nichts im Wege; 1646 war er sogar Präses der Synode von Gelderland.